# En dag (sång)
"En dag", skriven av trion Norell Oson Bard, är en ballad som framfördes av Tommy Nilsson då bidraget vann den svenska Melodifestivalen 1989. På scenen körade Jean-Paul Wall, Vicki Benckert, Ankie Bagger, Jerry Williams och Tommy Ekman. Samma kör, av den svenska kommentatorn Jacob Dahlin kallad "Stjärnkören", framträdde bakom Nilsson i Eurovision Song Contest 1989. Anders Berglund dirigerade. Sången En dag fick tolv poäng från Danmark, Österrike och Jugoslavien och fick totalt 110 poäng vilket gav en fjärdeplats.
Singeln placerade sig som högst på tredje plats på försäljningslistan för singlar i Sverige. Melodin låg också på Svensktoppen under 1989, med en förstaplats som bästa resultat där.

## Listplaceringar
| Lista (1989) | Topplacering |
| ------------ | ------------ |
| Sverige      | 3            |